# Kameoka
Kameoka (jap. 亀岡市, -shi) ist eine japanische Stadt im Norden der Präfektur Kyōto.

## Geographie
Kameoka liegt westlich von Kyōto.

## Geschichte
Kameoka ist eine alte Burgstadt mit der Burg Kameyama. Zuletzt residierten die Katahara mit einem Einkommen von 50.000 Koku dort bis 1868.
Bis 1869 hieß der Ort Kameyama (亀山, dt. „Schildkrötenberg“) und wurde dann in Kameoka („Schildkrötenhügel“) umbenannt. Die heutige Gemeinde entstand am 1. Januar 1955 aus der Fusion der früheren kreisangehörigen Gemeinde (chō) Kameoka mit weiteren 15 Dörfern (mura) des Landkreises Minamikuwada. Am 30. September 1959 wurde das letzte Dorf Shino eingemeindet, womit gleichzeitig der Landkreis aufgelöst wurde.
Am 11. Juli 1951 brach der Damm des Stauteiches Heiwa-ike in den Bergen oberhalb der heutigen Stadt. Die Flutwelle verwüstete die damals eigenständige Ortschaft Shino. Dabei starben nach verschiedenen Angaben 75 bis 114 Menschen.

## Verkehr
- Straße
  - Nationalstraße 9
  - Nationalstraße 372, 423, 477, 478
- Zug
  - JR San’in-Hauptlinie: nach Kyōto und Shimonoseki
  - Sagano Kankō Tetsudō („Sagano Romantic Train“)

## Kultur und Sehenswürdigkeiten
- In der Stadt befindet sich der buddhistische Tempel Anao-ji.

## Städtepartnerschaften
- Knittelfeld, seit 1964[1]
- Stillwater, Oklahoma, USA – seit 1985[2]
- Jandira, Brazil – seit 1980
- Suzhou, China – seit 1996

## Angrenzende Städte und Gemeinden
- Präfektur Kyōto
  - Kyōto
  - Nantan
- Präfektur Osaka
  - Ibaraki
  - Takatsuki
  - Nose
  - Toyono

## Söhne und Töchter der Stadt
- Nobuko Fujimura (* 1965), Marathonläuferin
- Ryūtarō Araga (* 1990), Karateka

## Galerie

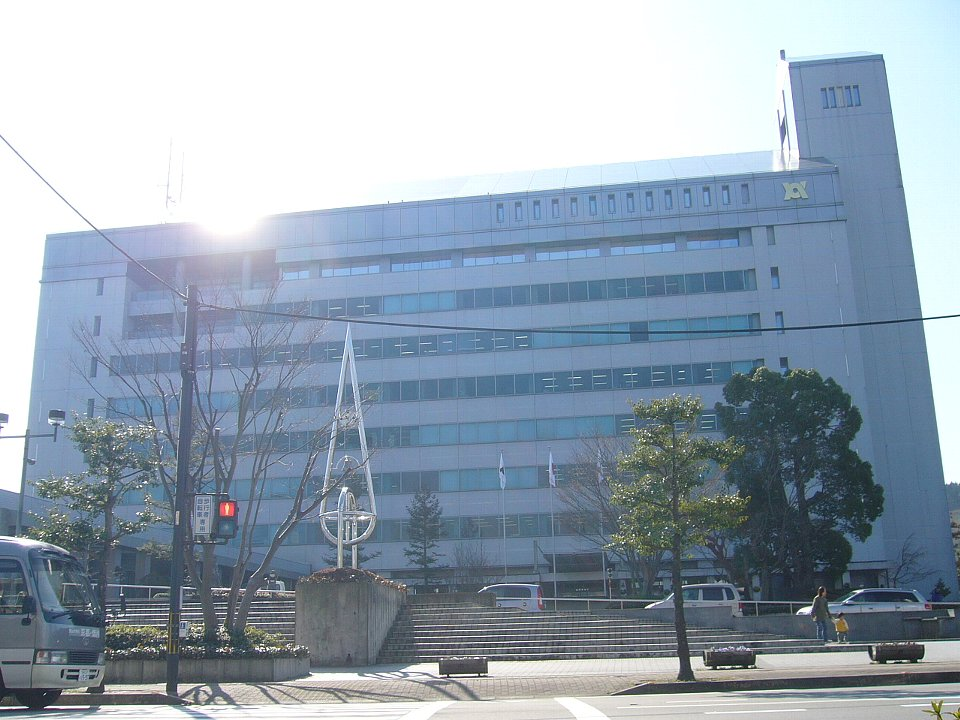
Rathaus von Kameoka
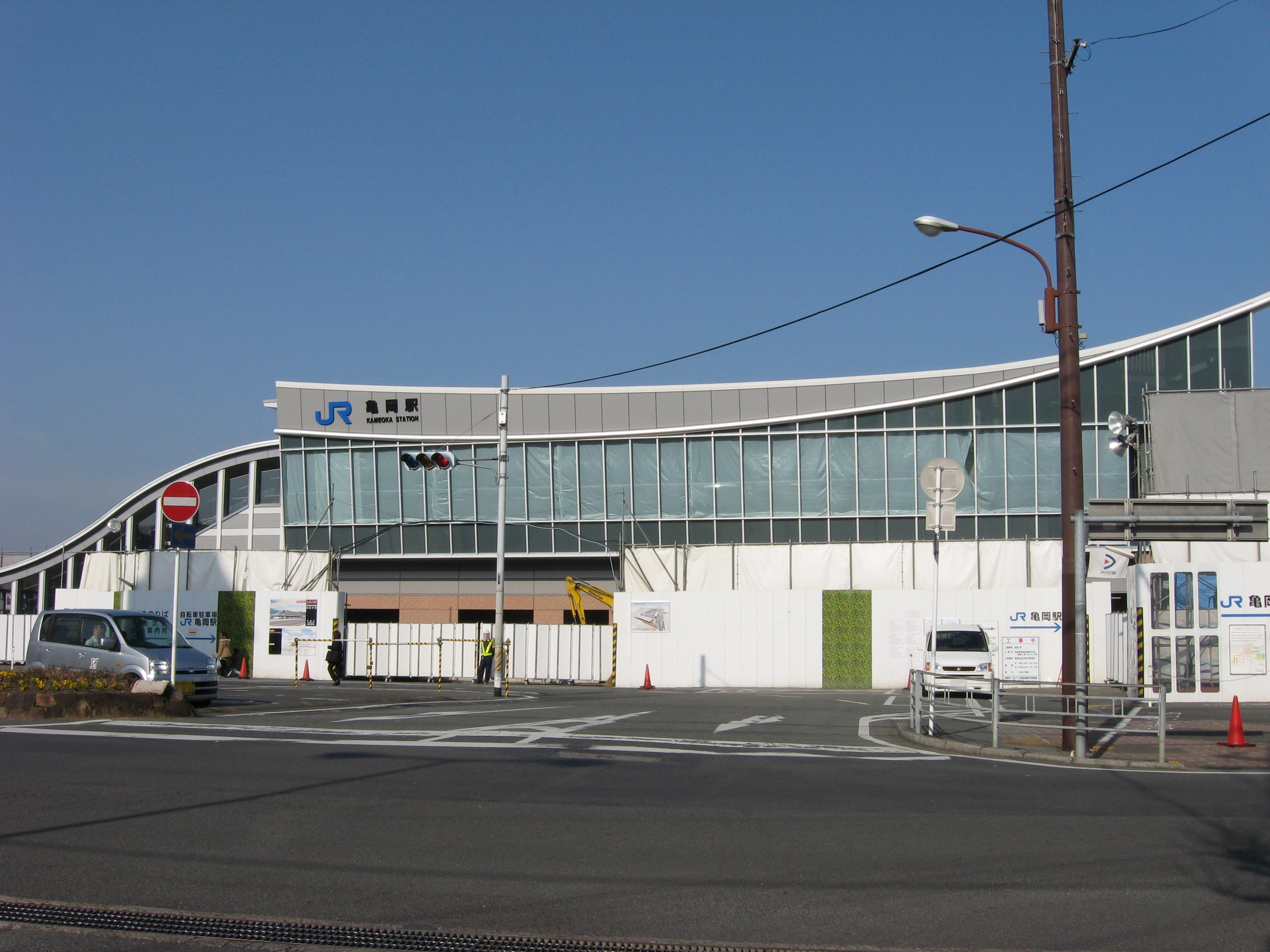
Bahnhof Kameoka